# Scarabaeus bornemizzai
Scarabaeus bornemizzai là một loài bọ cánh cứng trong họ Bọ hung (Scarabaeidae).